# Élection présidentielle géorgienne de 1995
L'élection présidentielle géorgienne de 1995 a eu lieu le 5 novembre 1995. Edouard Chevardnadze est élu avec 77 % des voix pour un premier mandat sous la nouvelle constitution avec un taux de participation d’environ 68 %.

## Contexte
Avant cette élection présidentielle, la Géorgie traversait une période marquée par une profonde instabilité politique et sociale. Après son indépendance de l’Union soviétique en 1991, le pays a connu un coup d’État en 1992, renversant le président Zviad Gamsakhourdia. Edouard Chevardnadze, ancien ministre des Affaires étrangères soviétique, a pris les rênes du pouvoir, mais son mandat a été confronté à de nombreux enjeux et défis. La Géorgie est déchirée par des conflits internes, notamment en Abkhazie et en Ossétie du Sud-Alanie, qui ont entraîné des milliers de déplacés et une perte de contrôle sur ces régions. Parallèlement, l’économie du pays était en crise, marquée par l’hyperinflation, des pénuries d’énergie et une dépendance à l’aide internationale. De plus, la Russie, tout en jouant un rôle de médiateur, soutenait également les mouvements séparatistes, exacerbant les tensions. Malgré ces difficultés, Chevardnadze a amorcé des réformes pour reconstruire l’État et renforcer les institutions démocratiques, notamment avec l’adoption d’une nouvelle Constitution en août 1995, offrant un espoir de stabilisation avant cette élection décisive.

## Déroulement

### Candidats

#### Edouard Chevardnadze

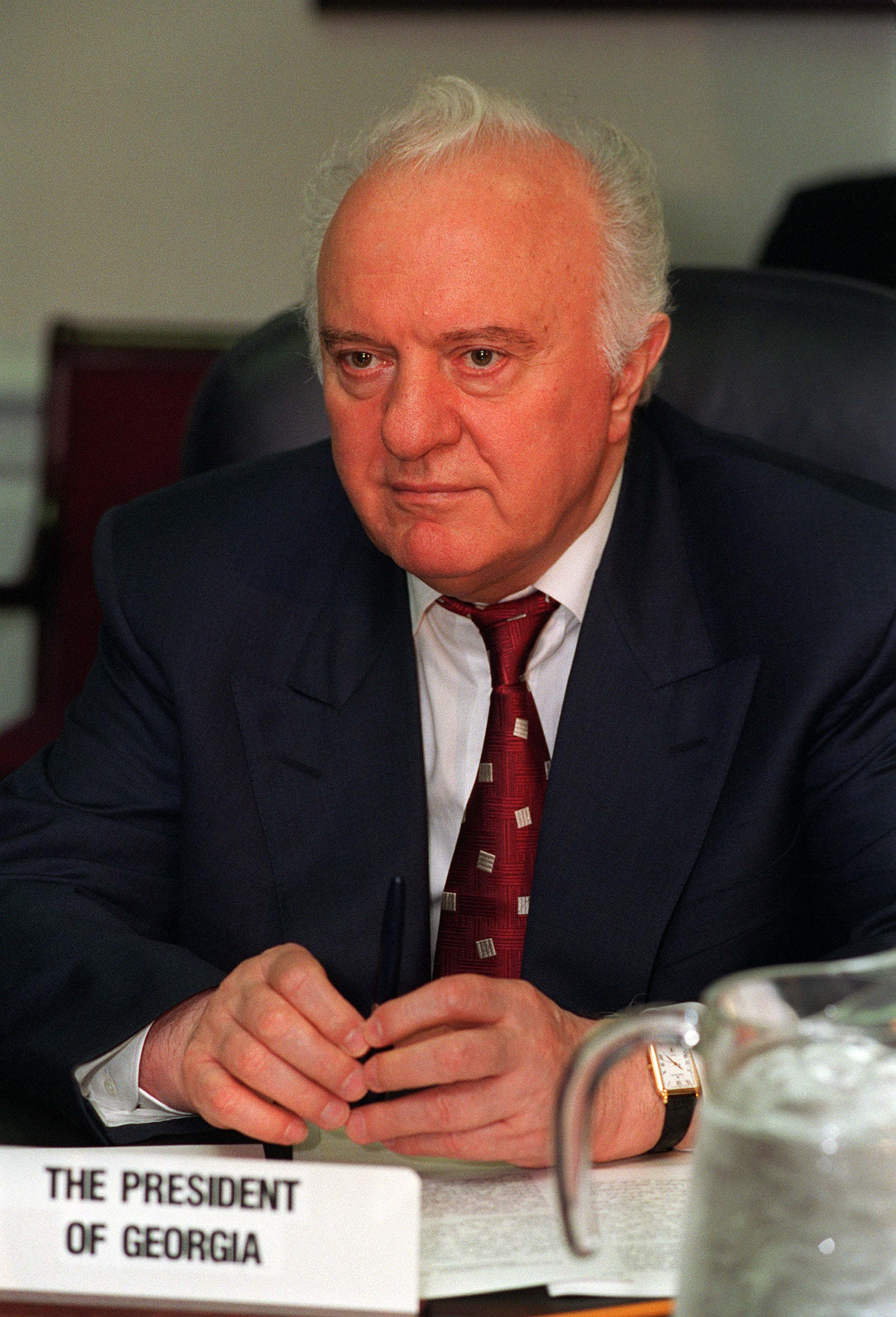
Edouard Chevardnadze

Président par intérim depuis 1992, Chevardnadze est le favori. Ancien ministre des Affaires étrangères de l’Union soviétique, il jouissait d’une grande notoriété nationale. Sa participation politique durant la période de transition (1991-1992) avait renforcé sa position comme un homme d’État expérimenté. Il prônait la stabilisation politique, la reconstruction économique et le rapprochement avec les institutions internationales, comme le FMI et la Banque mondiale, pour sortir la Géorgie de la crise. Fortement soutenu par l’élite politique géorgienne et les partenaires internationaux, il incarne l’espoir de stabilité après des années de troubles.

#### Jumber Patiashvili
Ancien premier secrétaire du Parti communiste géorgien, Jumber Patiashvili (en) représente une continuité avec l'ère soviétique. Après l'indépendance, il s'était repositionné en tant qu'opposant à Chevardnadze. Il critique la gestion économique et sécuritaire du gouvernement en place, appelant à une approche plus nationale pour résoudre les problèmes internes. Patiashvili était soutenu par une partie de la population nostalgique de l’ère soviétique ou plus conservatrice.

#### Akaki Bakradze
Intellectuel, écrivain et historien, Akaki Bakradze (en) était une figure de la société civile, bien connue pour ses idées réformistes et sa défense des valeurs démocratiques. Il prônait une démocratisation profonde de la société géorgienne et un respect accru des droits de l’Homme. Il attirait principalement les intellectuels et les jeunes urbains, mais manquait d’une véritable base populaire.

### Résultats
| Inscrits                 | Inscrits                 | Inscrits                           | 3 106 557 |             |  |  |
| Abstentions              | Abstentions              | Abstentions                        | 985 047   | 31,71 %     |  |  |
| Votants                  | Votants                  | Votants                            | 2 121 510 | 68,29 %     |  |  |
|                          |                          |                                    |           |             |  |  |
| Bulletins enregistrés    | Bulletins enregistrés    | Bulletins enregistrés              | 2 121 510 |             |  |  |
| Bulletins blancs ou nuls | Bulletins blancs ou nuls | Bulletins blancs ou nuls           | 57 280    | 2,7 %       |  |  |
| Suffrages exprimés       | Suffrages exprimés       | Suffrages exprimés                 | 2 064 230 | 97,3 %      |  |  |
|                          |                          |                                    |           |             |  |  |
|                          | Candidat                 | Parti                              | Suffrages | Pourcentage |  |  |
|                          | Edouard Chevardnadze     | Union des Citoyens de Géorgie      | 1 589 909 | 77,02 %     |  |  |
|                          | Jumber Patiashvili       | Indépendant                        | 414 303   | 20,07 %     |  |  |
|                          | Akaki Bakradze           | Société Ilia Chavchavadze          | 31 350    | 1,52 %      |  |  |
|                          | Panteleimon Giorgadze    | Parti communiste unifié de Géorgie | 10 697    | 0,52 %      |  |  |
|                          | Kartlos Garibashvili     | Indépendant                        | 10 023    | 0,49 %      |  |  |
|                          | Roin Liparteliani        | Parti Agraire de Géorgie           | 7 948     | 0,39 %      |  |  |

Chevardnadze est donc élu pour un premier mandat de 5 ans avec 77 % des suffrages exprimés,.